# Bahnstrecke Trebnitz–Leipzig
| | |                                                                       |                                                                       |
| Streckennummer: | 6411 6358 (Gütergl Bitterfeld–Abzw Hi (Le)) |                                                                       |                                                                       |
| Kursbuchstrecke (DB): | 251 (Dessau–Leipzig) 254 (Trebnitz–Dessau) |                                                                       |                                                                       |
| Kursbuchstrecke: | 156 (Gesamt) 152, 158 (Roßlau – Dessau Hbf) 155 (Bitterfeld – Leipzig Hbf) jeweils 1934 181 (Dessau-Roßlau – Dessau Hbf) 180 (Bitterfeld – Leipzig Hbf) jeweils 1946 |                                                                       |                                                                       |
| Streckenlänge: | 81,268 km heute 82,8 km |                                                                       |                                                                       |
| Spurweite: | 1435 mm (Normalspur) |                                                                       |                                                                       |
| Streckenklasse: | D4 |                                                                       |                                                                       |
| Stromsystem: | 15 kV, 16,7 Hz ~ |                                                                       |                                                                       |
| Streckengeschwindigkeit: | 200 km/h |                                                                       |                                                                       |
| | |                                                                       |                                                                       |
| \| \| \| von Biederitz \| \| \| \| \| \| \| \| \| 0,0 \| Bk Trebnitz (Streckenwechsel 6410/6411) ehem. Grenze Preußen / Anhalt \| Bk Trebnitz (Streckenwechsel 6410/6411) ehem. Grenze Preußen / Anhalt \| \| \| \| \| \| \| \| \| Nuthe \| \| \| \| 4,9 \| Zerbst/Anhalt (bis 2013 Bf) \| Zerbst/Anhalt (bis 2013 Bf) \| \| \| 8,2 \| Jütrichau (bis 2012) \| Jütrichau (bis 2012) \| \| \| 13,5 \| Bk Neeken (bis 2013, ehem. Üst) \| Bk Neeken (bis 2013, ehem. Üst) \| \| \| 15,6 \| Rodleben (bis 2012) \| Rodleben (bis 2012) \| \| \| \| Anst vom Industriehafen Roßlau \| \| \| \| \| Bundesstraße 184 \| \| \| \| 15,7 \| Rodleben \| Rodleben \| \| \| \| Impfstoffwerk Tornau \| \| \| \| \| nach Roßlau (Elbe) Gbf und von Węgliniec \| \| \| \| \| Bundesstraße 184 \| \| \| \| 17,9 \| Roßlau (Elbe) \| Roßlau (Elbe) \| \| \| \| Elbebrücke Roßlau \| \| \| \| \| Muldeflutbrücke \| \| \| \| \| Mulde \| \| \| \| \| Wiesenflutbrücke \| \| \| \| \| Fährsee \| \| \| \| \| Schumannsbrücke \| \| \| \| \| Anschluss Wallwitzhafen \| \| \| \| 20,5 \| Dessau Wallwitzhafen \| Dessau Wallwitzhafen \| \| \| \| Peisker \| \| \| \| \| von Wörlitz \| \| \| \| 22,0 \| Dessau Gbf \| Dessau Gbf \| \| \| \| Bundesstraße 184 \| \| \| \| 23,0 \| Dessau Hbf \| Dessau Hbf \| \| \| \| nach Köthen \| \| \| \| \| nach Radegast \| \| \| \| \| Bundesstraße 185 \| \| \| \| 27,3 \| Dessau Süd \| Dessau Süd \| \| \| 29,6 \| Haideburg \| Haideburg \| \| \| \| Bundesautobahn 9 \| \| \| \| 34,3 \| Marke \| Marke \| \| \| \| Awanst Umspannwerk Marke \| \| \| \| 37,7 \| Raguhn \| Raguhn \| \| \| 38,3 \| Üst Raguhn \| Üst Raguhn \| \| \| 40,9 \| Jeßnitz (Anh) \| Jeßnitz (Anh) \| \| \| 43,3 \| Wolfen (Kr Bitterfeld) \| Wolfen (Kr Bitterfeld) \| \| \| 45,5 \| Greppin \| Greppin \| \| \| \| von Stumsdorf \| \| \| \| \| von Berlin Anhalter Bf \| \| \| \| \| Bundesstraße 183 \| \| \| \| 48,5 \| Bitterfeld \| Bitterfeld \| \| \| 49,3 \| Bundesstraße 100 \| Bundesstraße 100 \| \| \| 49,9 \| Grubenbahn \| Grubenbahn \| \| \| \| nach Halle (Saale) Hbf \| \| \| \| \| nach Roitzsch Abzw (seit 1995) \| \| \| \| 51,6 \| Bahnstrecke Berlin–Halle \| Bahnstrecke Berlin–Halle \| \| \| \| Abzw Hi (Kr) \| \| \| \| \| Gütergleis nach Abzw Hi (Hl) \| \| \| \| 52,1 \| Grubenbahn \| Grubenbahn \| \| \| \| Neutrassierung 1962 \| \| \| \| 52,7 \| Bk Petersroda \| Bk Petersroda \| \| \| \| \| \| \| \| 52,9 \| Abzw Ln \| Abzw Ln \| \| \| 52,9 \| Üst Holzweißig \| Üst Holzweißig \| \| \| \| \| \| \| \| 53,0 \| Abzw Hi (Le) \| Abzw Hi (Le) \| \| \| 53,3 \| Grube Ludwig Gbf früher Petersroda \| Grube Ludwig Gbf früher Petersroda \| \| \| 54,2 \| Feldbahn Ziegelei Petersroda \| Feldbahn Ziegelei Petersroda \| \| \| 54,3 \| Grube Ludwig (1923–1932 Bf) \| Grube Ludwig (1923–1932 Bf) \| \| \| 55,0 \| Petersroda \| Petersroda \| \| \| 54,9 \| Landesgrenze … \| Landesgrenze … \| \| \| 56,1 \| … Sachsen-Anhalt – Sachsen \| … Sachsen-Anhalt – Sachsen \| \| \| 56,6 56,9 \| Bk Rödgen \| Bk Rödgen \| \| \| \| \| \| \| \| 59,5 58,0 \| Kilometerwechsel +1,498 km \| Kilometerwechsel +1,498 km \| \| \| \| zum Werk Delitzsch \| \| \| \| 59,9 \| Bundesstraße 183a \| Bundesstraße 183a \| \| \| 60,4 \| Delitzsch unt Bf \| Delitzsch unt Bf \| \| \| 60,9 \| Bahnstrecke Halle–Cottbus \| Bahnstrecke Halle–Cottbus \| \| \| 61,8 \| Abzw Ah \| Abzw Ah \| \| \| 65,1 \| Zschortau \| Zschortau \| \| \| 69,2 \| Delitzscher Kleinbahn \| Delitzscher Kleinbahn \| \| \| 70,0 \| Rackwitz (b Leipzig) \| Rackwitz (b Leipzig) \| \| \| \| Verbindung zur Delitzscher Kleinbahn \| \| \| \| 72,1 \| Bundesstraße 184 \| Bundesstraße 184 \| \| \| 73,8 \| Bundesautobahn 14 \| Bundesautobahn 14 \| \| \| 73,9 \| Leipzig Messe Nord (Bft) \| Leipzig Messe Nord (Bft) \| \| \| \| nach Leipzig-Mockau (Güterring) \| \| \| \| 74,3 \| Neubaustrecke Erfurt–Leipzig \| Neubaustrecke Erfurt–Leipzig \| \| \| 74,6 \| Neuwiederitzsch \| Neuwiederitzsch \| \| \| 75,0 \| Leipzig Messe \| Leipzig Messe \| \| \| \| nach Wiederitzsch (Güterring) \| \| \| \| \| 2002 auf Trasse von Strecke 6403 verlegt \| \| \| \| \| Neubaustrecke von Erfurt Hbf \| \| \| \| 75,7 \| Bahnstrecke L-Wahren–L-Engelsdorf (Güterring) \| Bahnstrecke L-Wahren–L-Engelsdorf (Güterring) \| \| \| \| von Magdeburg Hbf \| \| \| \| 75,8 \| Leipzig Messe Süd (Bft) \| Leipzig Messe Süd (Bft) \| \| \| 75,8 \| Bundesstraße 2 \| Bundesstraße 2 \| \| \| \| von L-Wahren und von L Messe Nord (Güterring) \| \| \| \| 77,0 \| Leipzig-Mockau \| Leipzig-Mockau \| \| \| \| nach Leipzig-Engelsdorf (Güterring) \| \| \| \| 77,2 \| Bk Leipzig-Mockau \| Bk Leipzig-Mockau \| \| \| 77,4 \| Leipzig Essener Straße (seit 2018) \| Leipzig Essener Straße (seit 2018) \| \| \| 77,9 \| Leipzig Nordkopf (Bft) \| Leipzig Nordkopf (Bft) \| \| \| \| nach Leipzig Bayer Bf (City-Tunnel) \| \| \| \| 77,9 \| Bahnstrecke Leipzig–Eilenburg \| Bahnstrecke Leipzig–Eilenburg \| \| \| 79,0 \| Bundesstraße 2 (Berliner Brücke) \| Bundesstraße 2 (Berliner Brücke) \| \| \| 80,1 \| Leipzig Berliner Straße (Bft, ehem. Berliner Bf) \| Leipzig Berliner Straße (Bft, ehem. Berliner Bf) \| \| \| 80,3 \| Parthe \| Parthe \| \| \| \| \| \| \| \| \| von Eilenburg \| \| \| \| \| von Leipzig-Connewitz \| \| \| \| \| von Leipzig-Wahren und von Großkorbetha \| \| \| \| \| von Dresden-Neustadt und von Geithain \| \| \| \| 81,3 \| Leipzig Hbf \| Leipzig Hbf \| | |                                                                       |                                                                       |
| | | von Biederitz                                                         |                                                                       |
| | |                                                                       |                                                                       |
| ehemalige Blockstelle | 0,0 | Bk Trebnitz (Streckenwechsel 6410/6411) ehem. Grenze Preußen / Anhalt | Bk Trebnitz (Streckenwechsel 6410/6411) ehem. Grenze Preußen / Anhalt |
| | |                                                                       |                                                                       |
| Brücke über Wasserlauf | | Nuthe                                                                 | Nuthe                                                                 |
| Haltepunkt / Haltestelle | 4,9 | Zerbst/Anhalt (bis 2013 Bf)                                           | Zerbst/Anhalt (bis 2013 Bf)                                           |
| ehemaliger Haltepunkt / Haltestelle | 8,2 | Jütrichau (bis 2012)                                                  | Jütrichau (bis 2012)                                                  |
| ehemalige Blockstelle | 13,5 | Bk Neeken (bis 2013, ehem. Üst)                                       | Bk Neeken (bis 2013, ehem. Üst)                                       |
| ehemaliger Haltepunkt / Haltestelle | 15,6 | Rodleben (bis 2012)                                                   | Rodleben (bis 2012)                                                   |
| Abzweig geradeaus und von rechts | | Anst vom Industriehafen Roßlau                                        | Anst vom Industriehafen Roßlau                                        |
| Bahnübergang | | Bundesstraße 184                                                      | Bundesstraße 184                                                      |
| Bahnhof | 15,7 | Rodleben                                                              | Rodleben                                                              |
| Abzweig geradeaus und ehemals von links | | Impfstoffwerk Tornau                                                  | Impfstoffwerk Tornau                                                  |
| Abzweig geradeaus, nach links und von links | | nach Roßlau (Elbe) Gbf und von Węgliniec                              | nach Roßlau (Elbe) Gbf und von Węgliniec                              |
| Strecke mit Straßenbrücke | | Bundesstraße 184                                                      | Bundesstraße 184                                                      |
| Bahnhof | 17,9 | Roßlau (Elbe)                                                         | Roßlau (Elbe)                                                         |
| Brücke über Wasserlauf | | Elbebrücke Roßlau                                                     | Elbebrücke Roßlau                                                     |
| Brücke über Wasserlauf | | Muldeflutbrücke                                                       | Muldeflutbrücke                                                       |
| Brücke über Wasserlauf | | Mulde                                                                 | Mulde                                                                 |
| Brücke über Wasserlauf | | Wiesenflutbrücke                                                      | Wiesenflutbrücke                                                      |
| Brücke über Wasserlauf | | Fährsee                                                               | Fährsee                                                               |
| Brücke über Wasserlauf | | Schumannsbrücke                                                       | Schumannsbrücke                                                       |
| Abzweig geradeaus und ehemals von rechts | | Anschluss Wallwitzhafen                                               | Anschluss Wallwitzhafen                                               |
| ehemaliger Bahnhof | 20,5 | Dessau Wallwitzhafen                                                  | Dessau Wallwitzhafen                                                  |
| Brücke über Wasserlauf | | Peisker                                                               | Peisker                                                               |
| Abzweig geradeaus und von links | | von Wörlitz                                                           | von Wörlitz                                                           |
| Dienststation / Betriebs- oder Güterbahnhof | 22,0 | Dessau Gbf                                                            | Dessau Gbf                                                            |
| Strecke mit Straßenbrücke | | Bundesstraße 184                                                      | Bundesstraße 184                                                      |
| Bahnhof | 23,0 | Dessau Hbf                                                            | Dessau Hbf                                                            |
| Abzweig geradeaus und nach rechts | | nach Köthen                                                           | nach Köthen                                                           |
| Abzweig geradeaus und ehemals nach rechts | | nach Radegast                                                         | nach Radegast                                                         |
| Strecke mit Straßenbrücke | | Bundesstraße 185                                                      | Bundesstraße 185                                                      |
| Haltepunkt / Haltestelle | 27,3 | Dessau Süd                                                            | Dessau Süd                                                            |
| ehemaliger Dienststation / Betriebs- oder Güterbahnhof | 29,6 | Haideburg                                                             | Haideburg                                                             |
| Strecke mit Straßenbrücke | | Bundesautobahn 9                                                      | Bundesautobahn 9                                                      |
| Haltepunkt / Haltestelle | 34,3 | Marke                                                                 | Marke                                                                 |
| Abzweig geradeaus und von links | | Awanst Umspannwerk Marke                                              | Awanst Umspannwerk Marke                                              |
| Haltepunkt / Haltestelle | 37,7 | Raguhn                                                                | Raguhn                                                                |
| Überleitstelle / Spurwechsel | 38,3 | Üst Raguhn                                                            | Üst Raguhn                                                            |
| Haltepunkt / Haltestelle | 40,9 | Jeßnitz (Anh)                                                         | Jeßnitz (Anh)                                                         |
| Bahnhof | 43,3 | Wolfen (Kr Bitterfeld)                                                | Wolfen (Kr Bitterfeld)                                                |
| Haltepunkt / Haltestelle | 45,5 | Greppin                                                               | Greppin                                                               |
| Abzweig geradeaus und von rechts | | von Stumsdorf                                                         | von Stumsdorf                                                         |
| Abzweig geradeaus und von links | | von Berlin Anhalter Bf                                                | von Berlin Anhalter Bf                                                |
| Strecke mit Straßenbrücke | | Bundesstraße 183                                                      | Bundesstraße 183                                                      |
| Bahnhof | 48,5 | Bitterfeld                                                            | Bitterfeld                                                            |
| Strecke mit Straßenbrücke | 49,3 | Bundesstraße 100                                                      | Bundesstraße 100                                                      |
| Kreuzung geradeaus oben (Querstrecke außer Betrieb) | 49,9 | Grubenbahn                                                            | Grubenbahn                                                            |
| Abzweig geradeaus und nach links | | nach Halle (Saale) Hbf                                                | nach Halle (Saale) Hbf                                                |
| Abzweig quer und ehemals von links · Abzweig geradeaus und nach rechts | | nach Roitzsch Abzw (seit 1995)                                        | nach Roitzsch Abzw (seit 1995)                                        |
| Kreuzung geradeaus oben (Strecke geradeaus außer Betrieb) · Kreuzung geradeaus oben | 51,6 | Bahnstrecke Berlin–Halle                                              | Bahnstrecke Berlin–Halle                                              |
| Blockstelle (Strecke außer Betrieb) · Strecke | | Abzw Hi (Kr)                                                          | Abzw Hi (Kr)                                                          |
| Abzweig geradeaus und nach rechts (Strecke außer Betrieb) · Strecke | | Gütergleis nach Abzw Hi (Hl)                                          | Gütergleis nach Abzw Hi (Hl)                                          |
| Kreuzung geradeaus oben (Strecken außer Betrieb) · Kreuzung geradeaus oben (Querstrecke außer Betrieb) | 52,1 | Grubenbahn                                                            | Grubenbahn                                                            |
| Abzweig geradeaus und nach halbrechts (Strecke außer Betrieb) · Abzweig ehemals geradeaus und nach halbrechts | | Neutrassierung 1962                                                   | Neutrassierung 1962                                                   |
| Strecke von halblinks (außer Betrieb) · Strecke ehemals nach halblinks und von halblinks · Blockstelle (Strecke außer Betrieb) | 52,7 | Bk Petersroda                                                         | Bk Petersroda                                                         |
| Strecke (außer Betrieb) · Strecke von halblinks · Abzweig geradeaus und von halbrechts (Strecke außer Betrieb) | |                                                                       |                                                                       |
| Strecke (außer Betrieb) · Strecke · Blockstelle (Strecke außer Betrieb) | 52,9 | Abzw Ln                                                               | Abzw Ln                                                               |
| Strecke nach halblinks (außer Betrieb) · Überleitstelle / Spurwechsel · Strecke (außer Betrieb) | 52,9 | Üst Holzweißig                                                        | Üst Holzweißig                                                        |
| Abzweig geradeaus und ehemals von halbrechts · Strecke (außer Betrieb) | |                                                                       |                                                                       |
| ehemalige Blockstelle · Strecke (außer Betrieb) | 53,0 | Abzw Hi (Le)                                                          | Abzw Hi (Le)                                                          |
| Strecke · Dienststation / Betriebs- oder Güterbahnhof (Strecke außer Betrieb) | 53,3 | Grube Ludwig Gbf früher Petersroda                                    | Grube Ludwig Gbf früher Petersroda                                    |
| Strecke · Kreuzung geradeaus oben (Strecken außer Betrieb) | 54,2 | Feldbahn Ziegelei Petersroda                                          | Feldbahn Ziegelei Petersroda                                          |
| Strecke · Haltepunkt / Haltestelle (Strecke außer Betrieb) | 54,3 | Grube Ludwig (1923–1932 Bf)                                           | Grube Ludwig (1923–1932 Bf)                                           |
| Haltepunkt / Haltestelle · Strecke (außer Betrieb) | 55,0 | Petersroda                                                            | Petersroda                                                            |
| Strecke · Grenze (Strecke außer Betrieb) | 54,9 | Landesgrenze …                                                        | Landesgrenze …                                                        |
| Grenze · Strecke (außer Betrieb) | 56,1 | … Sachsen-Anhalt – Sachsen                                            | … Sachsen-Anhalt – Sachsen                                            |
| ehemalige Blockstelle · Blockstelle | 56,6 56,9 | Bk Rödgen                                                             | Bk Rödgen                                                             |
| Abzweig ehemals geradeaus und von halbrechts | |                                                                       |                                                                       |
| Kilometer-Wechsel | 59,5 58,0 | Kilometerwechsel +1,498 km                                            | Kilometerwechsel +1,498 km                                            |
| Abzweig geradeaus und von links | | zum Werk Delitzsch                                                    | zum Werk Delitzsch                                                    |
| Brücke | 59,9 | Bundesstraße 183a                                                     | Bundesstraße 183a                                                     |
| Bahnhof | 60,4 | Delitzsch unt Bf                                                      | Delitzsch unt Bf                                                      |
| Kreuzung geradeaus unten und rechts | 60,9 | Bahnstrecke Halle–Cottbus                                             | Bahnstrecke Halle–Cottbus                                             |
| Blockstelle | 61,8 | Abzw Ah                                                               | Abzw Ah                                                               |
| Haltepunkt / Haltestelle | 65,1 | Zschortau                                                             | Zschortau                                                             |
| Kreuzung geradeaus unten (Querstrecke außer Betrieb) | 69,2 | Delitzscher Kleinbahn                                                 | Delitzscher Kleinbahn                                                 |
| Bahnhof | 70,0 | Rackwitz (b Leipzig)                                                  | Rackwitz (b Leipzig)                                                  |
| Abzweig geradeaus und ehemals von links | | Verbindung zur Delitzscher Kleinbahn                                  | Verbindung zur Delitzscher Kleinbahn                                  |
| Strecke mit Straßenbrücke | 72,1 | Bundesstraße 184                                                      | Bundesstraße 184                                                      |
| Strecke mit Straßenbrücke | 73,8 | Bundesautobahn 14                                                     | Bundesautobahn 14                                                     |
| Blockstelle | 73,9 | Leipzig Messe Nord (Bft)                                              | Leipzig Messe Nord (Bft)                                              |
| Abzweig geradeaus und nach links | | nach Leipzig-Mockau (Güterring)                                       | nach Leipzig-Mockau (Güterring)                                       |
| Kreuzung geradeaus unten | 74,3 | Neubaustrecke Erfurt–Leipzig                                          | Neubaustrecke Erfurt–Leipzig                                          |
| ehemaliger Bahnhof | 74,6 | Neuwiederitzsch                                                       | Neuwiederitzsch                                                       |
| Bahnhof | 75,0 | Leipzig Messe                                                         | Leipzig Messe                                                         |
| Abzweig geradeaus und nach rechts | | nach Wiederitzsch (Güterring)                                         | nach Wiederitzsch (Güterring)                                         |
| | | 2002 auf Trasse von Strecke 6403 verlegt                              |                                                                       |
| Strecke · Abzweig ehemals geradeaus und von links | | Neubaustrecke von Erfurt Hbf                                          | Neubaustrecke von Erfurt Hbf                                          |
| Kreuzung geradeaus unten · Kreuzung geradeaus unten | 75,7 | Bahnstrecke L-Wahren–L-Engelsdorf (Güterring)                         | Bahnstrecke L-Wahren–L-Engelsdorf (Güterring)                         |
| Abzweig geradeaus und von rechts · Strecke | | von Magdeburg Hbf                                                     | von Magdeburg Hbf                                                     |
| Blockstelle · Strecke | 75,8 | Leipzig Messe Süd (Bft)                                               | Leipzig Messe Süd (Bft)                                               |
| Brücke · Brücke | 75,8 | Bundesstraße 2                                                        | Bundesstraße 2                                                        |
| Strecke · Abzweig geradeaus und von links | | von L-Wahren und von L Messe Nord (Güterring)                         | von L-Wahren und von L Messe Nord (Güterring)                         |
| Strecke · Dienststation / Betriebs- oder Güterbahnhof | 77,0 | Leipzig-Mockau                                                        | Leipzig-Mockau                                                        |
| Strecke · Abzweig geradeaus und nach links | | nach Leipzig-Engelsdorf (Güterring)                                   | nach Leipzig-Engelsdorf (Güterring)                                   |
| ehemalige Blockstelle · Strecke | 77,2 | Bk Leipzig-Mockau                                                     | Bk Leipzig-Mockau                                                     |
| Haltepunkt / Haltestelle · Strecke | 77,4 | Leipzig Essener Straße (seit 2018)                                    | Leipzig Essener Straße (seit 2018)                                    |
| Blockstelle · Strecke | 77,9 | Leipzig Nordkopf (Bft)                                                | Leipzig Nordkopf (Bft)                                                |
| Abzweig geradeaus und nach rechts · Strecke | | nach Leipzig Bayer Bf (City-Tunnel)                                   | nach Leipzig Bayer Bf (City-Tunnel)                                   |
| Kreuzung geradeaus oben · Kreuzung geradeaus oben | 77,9 | Bahnstrecke Leipzig–Eilenburg                                         | Bahnstrecke Leipzig–Eilenburg                                         |
| Strecke mit Straßenbrücke · Strecke mit Straßenbrücke | 79,0 | Bundesstraße 2 (Berliner Brücke)                                      | Bundesstraße 2 (Berliner Brücke)                                      |
| Blockstelle · Blockstelle | 80,1 | Leipzig Berliner Straße (Bft, ehem. Berliner Bf)                      | Leipzig Berliner Straße (Bft, ehem. Berliner Bf)                      |
| Brücke über Wasserlauf · Brücke über Wasserlauf | 80,3 | Parthe                                                                | Parthe                                                                |
| | |                                                                       |                                                                       |
| Abzweig geradeaus und von rechts | | von Eilenburg                                                         | von Eilenburg                                                         |
| Abzweig geradeaus und von links | | von Leipzig-Connewitz                                                 | von Leipzig-Connewitz                                                 |
| Abzweig geradeaus und von rechts | | von Leipzig-Wahren und von Großkorbetha                               | von Leipzig-Wahren und von Großkorbetha                               |
| Abzweig geradeaus und von links | | von Dresden-Neustadt und von Geithain                                 | von Dresden-Neustadt und von Geithain                                 |
| Kopfbahnhof Streckenende | 81,3 | Leipzig Hbf                                                           | Leipzig Hbf                                                           |

Die Bahnstrecke Trebnitz–Leipzig ist eine zweigleisige, elektrifizierte Hauptbahn in Sachsen-Anhalt und Sachsen, die ursprünglich von der Berlin-Anhaltischen Eisenbahn-Gesellschaft erbaut und betrieben wurde. Sie hat ihren nominalen Beginn bei Trebnitz an der ehemaligen Landesgrenze zwischen dem Herzogtum Anhalt und Preußen und führt über Dessau-Roßlau und Delitzsch nach Leipzig. Der Abschnitt von Bitterfeld nach Leipzig ist Bestandteil der überregionalen Fernverbindung zwischen Berlin und München und Teil der Eisenbahnachse Berlin–Palermo. Bis 1871 war der Streckenabschnitt Zerbst–Roßlau als Anhaltische Leopoldsbahn benannt.

## Geschichte

### Vorgeschichte und Bau
Die Berlin-Anhaltische Eisenbahn-Gesellschaft war im 19. Jahrhundert für mehr als vier Jahrzehnte eines der bedeutendsten Eisenbahnunternehmen Deutschlands. Neben der eigentlichen Anhalter Stammbahnstrecke schuf sie in dieser Zeit ein Netz von wichtigen Eisenbahnverbindungen zwischen Berlin und dem nördlichen Teil des Königreichs Sachsen, der preußischen Provinz Sachsen sowie dem Herzogtum Anhalt.
Die Stammstrecke der Anhalter Bahn führte von Berlin über Wittenberg und Dessau nach Köthen. Dort bestand Anschluss über die Magdeburg-Leipziger Eisenbahn nach Halle und Leipzig. Um den Weg nach Halle und Leipzig zu verkürzen, wurden Ende der 1850er Jahre direkte Strecken von Dessau über Bitterfeld nach Leipzig und Halle gebaut. Der Abschnitt von Dessau nach Bitterfeld ging am 17. August 1857 in Betrieb. Am 1. Februar 1859 folgten die Abschnitte von dort nach Halle und Leipzig. Der Weg von Berlin nach Leipzig konnte am 3. August 1859 mit Inbetriebnahme der Bahnstrecke Berlin–Halle über Wittenberg (statt Dessau) nach Bitterfeld weiter verkürzt werden.
Um die Stadt Zerbst an das schnell wachsende Eisenbahnnetz anzuschließen, beschloss der Landtag des Herzogtums Anhalt, eine 13 Kilometer lange Bahn von Roßlau an der Elbe nach Zerbst zu bauen. Diese wurde am 1. November 1863 eröffnet. Den Betrieb führte ebenfalls die Berlin-Anhaltische Eisenbahn-Gesellschaft. Diese erwarb die Bahn zum 1. Oktober 1871 für eine Million Mark und verlängerte sie ab dem 1. Juli 1874 bis zur anhaltisch-preußischen Landesgrenze bei Trebnitz. Zeitgleich eröffnete die Berlin-Potsdam-Magdeburger Eisenbahn-Gesellschaft die Strecke von der Grenze bis Biederitz, von dort bestand bereits Anschluss bis Magdeburg.

Am 21. Juni 1871 stießen bei Rackwitz ein Personenzug und eine Lokomotive zusammen. 19 Menschen starben, 56 weitere wurden verletzt.
1882 übernahmen die Preußischen Staatsbahnen mit der Berlin-Anhaltischen Eisenbahn-Gesellschaft auch die Gesamtstrecke.

### Elektrifizierung
Die Achse Magdeburg–Dessau–Leipzig–Halle war eine der ersten im Fernbahnnetz, die mit niederfrequentem Einphasenwechselstrom elektrifiziert wurden. Die Preußische Staatseisenbahn bevorzugte zwar die Strecken Euskirchen–Trier und Altona–Kiel, doch hatte die Heeresleitung in beiden Fällen Einwände. Zusätzlich bot sich die Linienführung Magdeburg–Halle durch die Braunkohlevorkommen in der Umgebung an, die den Bau des Bahnkraftwerkes Muldenstein mit kurzen Brennstofftransportwegen ermöglichte. Etwa zwei Monate nach dem Baubeginn am Bahnkraftwerk Muldenstein am 18. Januar 1910 wurde auch mit dem Bau eines provisorischen Umspannwerkes in Bitterfeld und dem Errichten der Fahrleitungsanlagen für den ersten Abschnitt von Dessau nach Bitterfeld begonnen.
Die landespolizeiliche Abnahme und Freigabe der Energieversorgungs- und Fahrleitungsanlagen datiert auf den 4. Januar 1911. Der Probebetrieb mit zunächst 5 kV und einer Speiseleitungsspannung von 30 kV begann am 18. Januar 1911 mit einer geliehenen badischen A1, die vorher für Versuchsfahrten auf der Bahnstrecke Murnau–Oberammergau auf 5,5 kV geeignete Trafos erhalten hatte. Nach der Erhöhung der Speiseleitungsspannung auf die vorgesehenen 60 kV bzw. 10 kV Fahrdrahtspannung probeweise am 25. März 1911, dauerhaft ab 28. März 1911, konnten die neu gebauten WSL 10502 HALLE und WGL 10204 HALLE ihre volle Leistung erreichen. Am 1. April 1911 wurde die Strecke durch den preußischen Minister von Breitenbach im Beisein von Abgeordneten des Landtages für den öffentlichen Verkehr freigegeben. Nach Abschluss des »Übereinkommens betreffend die Ausführung elektrischer Zugförderung« zwischen den Staatsbahnverwaltungen von Preußen-Hessen, Bayern und Baden 1912 wurden Spannung und Frequenz im Herbst 1913 an die vereinbarten Werte von 15 kV und 16 2/3 Hz angepasst. Zur Ausweitung des elektrischen Betriebes nach Süden wurde am 1. Mai 1914 in Wahren ein Unterwerk mitsamt einer 60-kV-Speiseleitung in Betrieb genommen. Bis spätestens zum 1. Juni 1914 wurde der elektrische Zugbetrieb noch bis Neuwiederitzsch und darüber hinaus auf Teile des Leipziger Güterringes ausgedehnt, doch nach dem Beginn des Ersten Weltkrieges bereits in den ersten Augusttagen desselben Jahres zur Materialgewinnung vollständig wieder eingestellt. Nach Tetzlaff (EB 1935, S. 4) soll auch die Gesamtstrecke bis in den Leipziger Hauptbahnhof hinein im Juni 1914 in Betrieb genommen worden sein; es wird jedoch als unwahrscheinlich angesehen, dass tatsächlich ein elektrischer Zugbetrieb stattgefunden hatte.
Da der elektrische Betrieb in Schlesien nach einer kurzen Unterbrechung zu Beginn des Krieges weitergeführt wurde, kamen einige elektrische Triebfahrzeuge der Eisenbahndirektion Halle von 1915 an in Schlesien zum Einsatz bzw. wurden dort in Dienst gestellt, u. a. die EG 511 bis 516 sowie die ES 9, ES 11, ES 12 bis 16 und ES 18. Die für das mitteldeutsche Flachland konstruierten Lokomotiven waren auf den schlesischen Gebirgsstrecken überfordert und kehrten 1922/1923 zur Eisenbahndirektion Halle zurück.
Anfang 1921 wurde der elektrische Betrieb zunächst auf dem Leipziger Güterring und im Laufe des Jahres auch zwischen Leipzig und Dessau wieder aufgenommen. Bis 1923 konnte der Betrieb auf die Gesamtstrecke in Richtung Magdeburg erweitert werden. Zur Sicherstellung der Stromversorgung wurden bei Marke und Gommern weitere Unterwerke in Betrieb genommen.

### Nach dem Zweiten Weltkrieg
Nach dem Ende des Zweiten Weltkrieges wurden die schwersten Kriegsschäden notdürftig beseitigt. Der elektrische Betrieb wurde wieder aufgenommen. Im März 1946 erfolgte die Demontage aller elektrischen Anlagen als Reparationsleistung. Nach der Rückgabe der Ausrüstungen für den elektrischen Zugbetrieb 1952 wurde die Strecke zum dritten Mal elektrifiziert. Die Fahrleitung zwischen Bitterfeld und Meinsdorf (Roßlau Gbf) ging am 15. März 1958, zwischen Leipzig und Bitterfeld am 9. Juli 1958 wieder in Betrieb. Für die Verbindung nach Magdeburg war die Strecke über Halle und Köthen wichtiger, so dass die Elektrifizierung nordwestlich von Roßlau zunächst unterblieb.
1962 wurde der Abschnitt Bitterfeld–Delitzsch im Bereich des neu aufzuschließenden Tagebaues Holzweißig-West verlegt, wobei sich die Strecke um 1498 Meter verlängerte und der Haltepunkt Petersroda neu errichtet wurde. Die Bundesstraße 184 wurde parallel dazu verlegt.
Vom 1. Januar 1955 bis zum 1. Januar 1977 gehörte der Abschnitt ab dem Betriebsbahnhof Haideburg zur Reichsbahndirektion Halle, danach entsprach die Grenze zur Reichsbahndirektion Magdeburg wieder der politischen Bezirksgrenze bei Neeken. Nordwestlich von Roßlau wurde im Bereich des Bezirkes Magdeburg das zweite Streckengleis in den 1970er Jahren wieder verlegt. Aus unbekannten Gründen unterblieb dieses im Bereich des Bezirkes Halle, deshalb musste die bisherige Blockstelle Neeken in eine Überleitstelle umgebaut werden. Anschließend wurde die Strecke erneut elektrifiziert. Zwischen Roßlau und Zerbst ging die Fahrleitung am 4. Oktober 1974 in Betrieb, zwischen Zerbst und Magdeburg Neustadt am 15. April 1975. Die Fahrleitung für das fehlende zweite Gleis zwischen Neeken und Roßlau Güterbahnhof wurde vorbereitet, der Abschnitt blieb jedoch eingleisig. Obwohl das fehlende Gleis 1990 noch verlegt und auch befahren wurde, kam es nicht zur Aufnahme des durchgehend zweigleisigen Betriebes, da die Sicherungstechnik der Abzweigstellen nicht für den zweigleisigen Betrieb angepasst worden war.
Im Fernverkehr zwischen Berlin und Leipzig gehörte der Abschnitt zwischen Bitterfeld und Leipzig – zusammen mit der Strecke von Bitterfeld nach Halle – zu den meistbefahrenen der DDR. Es verkehrten Schnellzüge über Leipzig nach Zwickau und Aue sowie nach Gera und Saalfeld. Über das Netz der Deutschen Reichsbahn hinaus fuhren Züge von Berlin nach Karlsbad und von Rostock nach München. Zusätzlich verkehrten täglich ein bis zwei Schnellzugpaare von Leipzig nach Magdeburg und weiter Richtung Hannover. In Richtung Berliner Außenring fuhren über Dessau vor allem Verstärkungs- und Saisonzüge sowie Transitzüge zwischen Westberlin und der BRD.
Ab 1976 wurde die Strecke mit dem neuen Städteexpress-Netz der Deutschen Reichsbahn eine wichtige Strecke dieser Zuggattung.
Liste der Städte-Express-Züge (Ex) auf der Strecke (Stand: 31. Mai 1991)

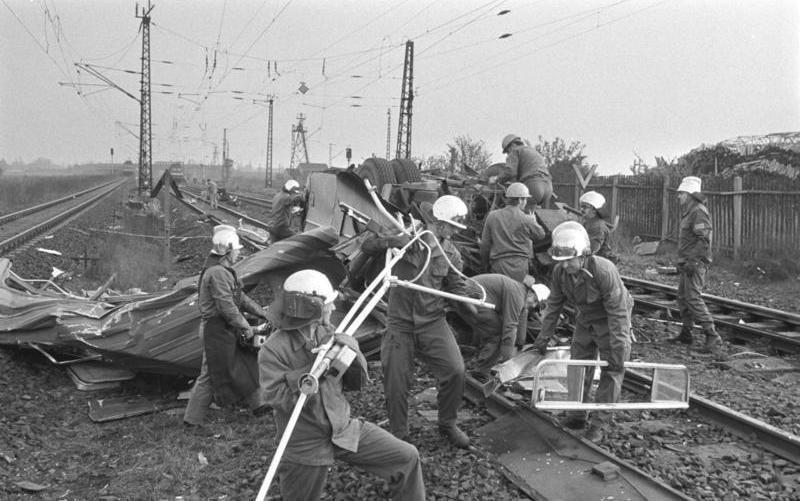
Bergungsarbeiten 1983 auf dem Bahnübergang Neuwiederitzsch. Der Linienbus ist völlig zertrümmert.

- Ex 100/107 Elstertal Gera–Leipzig–Berlin
- Ex 160/167 Sachsenring Zwickau–Berlin
- Ex 151/156 Berliner Bär Berlin–Leipzig–Erfurt
- Ex 162/163 Thomaner Leipzig–Berlin
- Ex 166/161 Lipsia Leipzig–Berlin

Zwischenfälle
Am 12. November 1965 gegen 0:30 Uhr stieß bei Bitterfeld ein Güterzug mit dem Schnellzug D 79 Karl-Marx-Stadt–Rostock zusammen. Dabei entgleisten die Lokomotive und die ersten drei Wagen des Güterzuges. Vier Reisende und drei Eisenbahner wurden verletzt. Ursache war eine falsch gestellte Weiche.

Am 23. April 1983 erfasste auf dem Bahnübergang Neuwiederitzsch eine einzeln fahrende Elektrolokomotive einen Linienbus. Die Schranke war wegen des Fehlverhaltens eines Eisenbahners geöffnet. Sechs Insassen des Omnibusses konnten nur noch tot geborgen werden, zehn Fahrgäste wurden verletzt, davon acht schwer.

### Nach 1990
Mit der deutschen Wiedervereinigung verlor auch der Abschnitt von Leipzig nach Bitterfeld zunächst an Bedeutung; die Städteexpress-Züge wurden am 31. Mai 1991 eingestellt. Dafür verkehrten Intercity- und Interregio-Züge zunächst in Tagesrandlagen. Erst in den Folgejahren wurden Taktfahrpläne eingeführt. Die planmäßige Fahrzeit zwischen Leipzig und Berlin lag 1990 bei rund zweieinhalb Stunden. Ab dem Sommerfahrplan 1992 verkehrte im Fernverkehr die Linie 8 Berlin–Leipzig–Nürnberg–München im Zweistundentakt ab Bitterfeld bis Leipzig. Von 1997 bis 1999 wurde diese Linie über Berlin-Wannsee und Dessau geführt. Nach der Rückverlagerung über Lutherstadt Wittenberg bekam Dessau im Austausch zunächst die Interregio-Linie 36 Stralsund–Frankfurt/Main mit Laufweg ab Bitterfeld über Halle. Zusätzlich gab es bereits seit 1994 ein einzelnes Interregio- und zeitweise wieder als klassischer Schnellzug geführtes Zugpaar von Nordwestdeutschland über Magdeburg, Dessau und Leipzig in den sächsisch-ostthüringischen Raum mit Halt in Zerbst. Im Nachtzugverkehr fuhren je nach Fahrplanperiode aus Berlin kommend teils mehrere Zugpaare mit Zielen in der Schweiz, in Norditalien oder Ungarn über Dessau.
1991 begann der Ausbau der Bahnstrecke von Berlin über Bitterfeld nach Halle und Leipzig als Verkehrsprojekt Deutsche Einheit Nr. 8.3. Im gleichen Jahr begannen Arbeiten im Streckenabschnitt zwischen Bitterfeld und Delitzsch, 1992 folgten die Baumaßnahmen zwischen Zschortau und Delitzsch. Für den Ausbau des gesamten 27,5-km-Abschnitts für 160 km/h wurden Anfang 1993 Kosten von 340 Millionen D-Mark kalkuliert. Der Ausbau des Abschnitts zwischen Leipzig und Bitterfeld erfolgte in insgesamt zehn Abschnitten. Dabei wurde auch die Linienführung zwischen Delitzsch und Zschortau auf einer Länge von 2,2 km verbessert.
Bis Mitte der 1990er Jahre war der Ausbau soweit fortgeschritten, dass eine Streckenhöchstgeschwindigkeit von 160 km/h erreicht werden konnte. Zum weiteren Ausbau (auf 200 km/h) fehlte insbesondere noch die Beseitigung zahlreicher Bahnübergänge. Nach dem Abschluss der Arbeiten im Jahr 1999 sollten 3,5 Milliarden D-Mark investiert und die Reisezeit zwischen Halle/Leipzig und Berlin auf unter eine Stunde gesunken sein. Dabei wurden verschiedene Linienverbesserungen vorgenommen, alle Bahnübergänge beseitigt und sämtliche Bahnhöfe modernisiert. Die Installation einer Funkzugbeeinflussung war vorgesehen. Zum Fahrplanwechsel im Mai 2006 ging der weitgehend für 200 km/h ausgebaute Streckenabschnitt zwischen Bitterfeld und Leipzig in Betrieb.
Eine weitere Aufwertung der Strecke Berlin–Bitterfeld–Leipzig brachte die Umstellung der IC-Linie 8 auf den Betrieb mit ICE-Neigetechnikzügen ab Dezember 2002. Dazu wurde in den Jahren 2005 und 2006 die Strecke (Berlin–) Bitterfeld–Leipzig für Schnellfahrten bis zu 200 km/h ertüchtigt. In den Ausbau der Strecke zwischen Halle, Leipzig und Berlin wurden bis Ende 2011 insgesamt 1,653 Milliarden Euro investiert.
Im Jahr 2010 war eine zeitweise erwogene Verbindungskurve, um den Flughafen Leipzig/Halle aus und in Richtung Berlin direkt in nördlicher Richtung an die Strecke zu binden, verworfen worden.
Das Elbhochwasser 2002 beschädigte den ohnehin maroden Brückenzug der Muldequerung zwischen Roßlau und Dessau erheblich. In der Folge wurden zwischen 2008 und 2011 der Bahndamm sowie alle Brücken unmittelbar östlich der Strecke neu errichtet und die alten Anlagen nach Verschwenken der Gleise zurückgebaut.
Daran anschließend erfolgt seit 2009 ein umfassender Umbau einschließlich einer grundlegenden Sanierung der Gleis- und Oberleitungsanlagen des Eisenbahn-Verkehrsknotens Roßlau/Dessau. Ein erster Realisierungsabschnitt umfasste u. a. die Strecke von Dessau bis Wolfen einschließlich Erneuerungs- und Anpassungsarbeiten an den Bahnhöfen und Haltepunkten Dessau-Süd, Marke, Raguhn, Jeßnitz und Wolfen. Am 5. Dezember 2010 wurden elektronische Stellwerke in Dessau und Raguhn in Betrieb genommen, welche alle bisherigen Stellwerke auf dem Streckenabschnitt zwischen Dessau und Wolfen ersetzten. Zwischen Frühjahr 2012 und Sommer 2013 erfolgte die Umsetzung eines weiteren Realisierungsabschnitts zwischen Güterglück und Roßlau. Hierbei wurden die Zweigleisigkeit zwischen Neeken und Roßlau wiederhergestellt, der Bahnhof Zerbst zum Haltepunkt umgebaut, der Haltepunkt Rodleben in veränderter Lage neu errichtet sowie die Oberleitungsanlagen und Sicherungstechnik erneuert. In Güterglück errichtete man hierzu für diesen Streckenabschnitt ein elektronisches Stellwerk. Für die Zukunft ist auch ein Umbau des Bahnhofs Roßlau geplant.
Zwischen Anfang 2010 und Mitte 2013 fanden Umbauarbeiten zwischen Leipzig Messe und dem Hauptbahnhof zur Einbindung des City-Tunnels Leipzig in das bestehende Netz statt. In diesem Zusammenhang entstand auch der neue Bahnhof Leipzig Nord (Planungsname Theresienstraße) an der Berliner Brücke. Dieser Bahnhof wurde Ende 2013 zusammen mit dem City-Tunnel in Betrieb genommen. Die Verbindung bis Bitterfeld wurde in das Netz der S-Bahn Mitteldeutschland integriert. Bis 2018 fanden weitere Ausbaumaßnahmen im Leipziger Stadtgebiet im Rahmen des Verkehrsprojekts Deutsche Einheit Nr. 8 statt. In Verbindung mit dem Streckenausbau wurde der Haltepunkt Leipzig Essener Straße neu errichtet und zum Fahrplanwechsel am 9. Dezember 2018 in Betrieb genommen.

## Verlauf

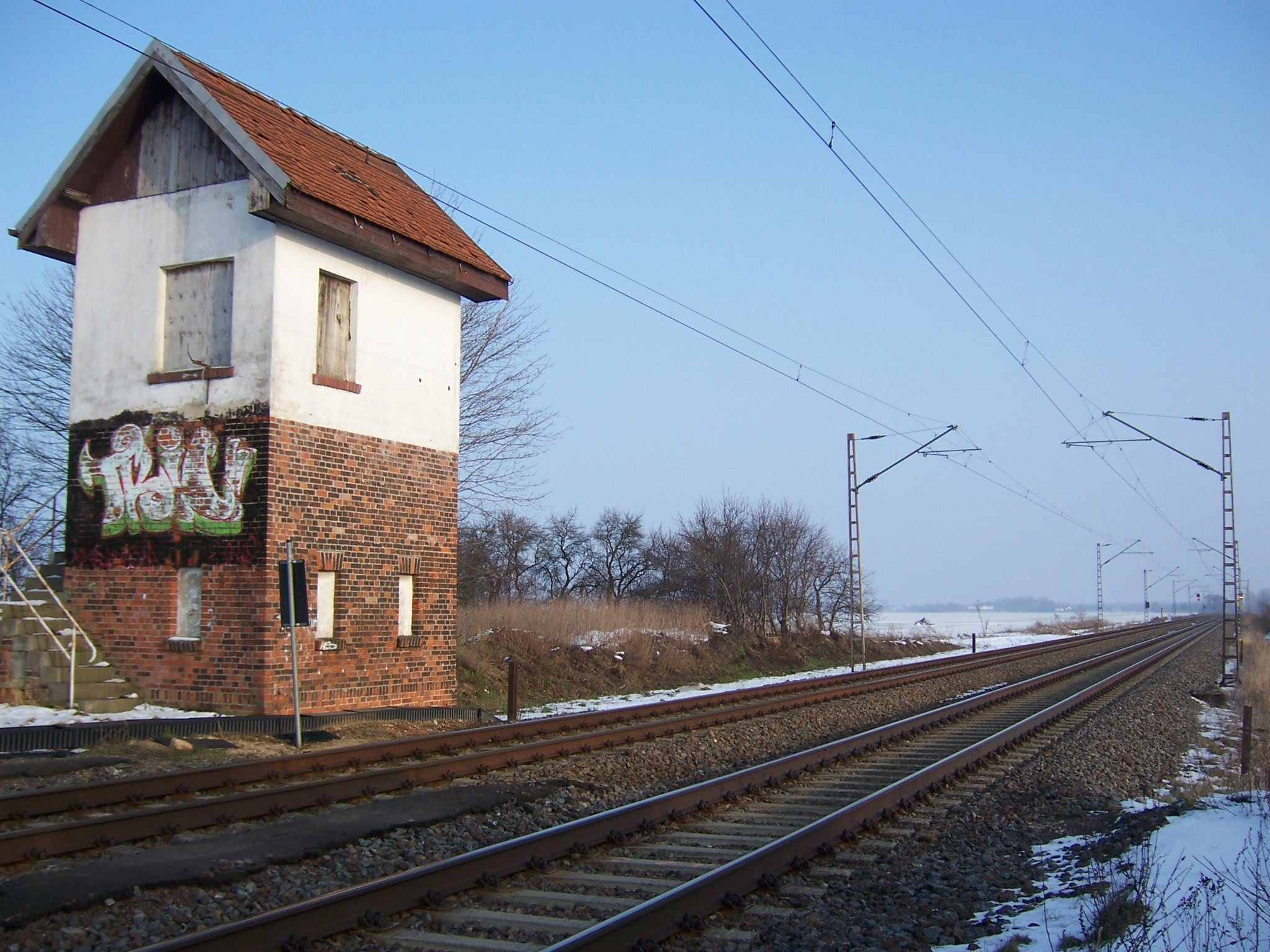
Streckenbeginn an der Blockstelle Trebnitz

Die Strecke beginnt in unmittelbarer Fortsetzung der Bahnstrecke Biederitz–Trebnitz mit Kilometer 0,0 (Streckenwechsel) an der ehemaligen Blockstelle Trebnitz, nördlich des gleichnamigen Dorfes. Sie verläuft bis Roßlau geradlinig in südöstlicher Richtung durch die fruchtbaren Fluren zwischen Fläming und Elbe, durch die Stadt Zerbst und weitgehend parallel zur Bundesstraße 184, die sie bei Rodleben kreuzt. Am nordwestlichen Stadtrand von Roßlau zweigen nach Norden die Verbindungskurven zum Rangierbahnhof Roßlau sowie zu den Strecken nach Wiesenburg und nach Falkenberg/Elster ab, während sich diese Strecke nach Süden wendet und im Bahnhof Roßlau auf die zuletzt genannten beiden Strecken trifft. Vor dem Bahnhof Roßlau (Elbe) wird die B 184 unter- und unmittelbar südlich des Bahnhofes auf der Elbebrücke Roßlau der gleichnamige Fluss auf einer Fachwerkbrücke überquert. Nach etwa zwei Kilometern folgt auf einem ausgedehnten Brückenzug die Querung der Mulde und deren Flutwiesen. Am Dessauer Hauptbahnhof führt erneut die B 184 über die Strecke, die nördlich und südlich der Stadt weiterhin in weiten Teilen parallel verläuft.
An der südlichen Ausfahrt des Dessauer Hauptbahnhofes zweigt nach Westen die Strecke nach Köthen ab. Nach etwa drei Kilometern folgen die Anlagen des Ausbesserungswerkes Dessau. Zwischen Dessau-Haideburg und Marke führt die Strecke durch ausgedehntes Waldgebiet, wobei etwa in der Mitte die Bundesautobahn 9 unterquert wird. Bis Raguhn folgt das landwirtschaftlich genutzte Gebiet der Muldeniederung, während ab Jeßnitz das Industriegebiet um Bitterfeld-Wolfen beginnt. In Bitterfeld mündet von Westen her die nur noch im Güterverkehr genutzte Strecke aus Stumsdorf ein, während aus Richtung Nordosten die Bahnstrecke Berlin–Halle aus dem Bereich der Muldeniederung hinzukommt. Die zuletzt genannte Strecke führt etwa zwei Kilometer parallel aus dem Bahnhof Bitterfeld heraus, bis sie auf der Höhe von Holzweißig unterhalb eines Überwerfungsbauwerkes die Seite wechselt und nach Südwesten in Richtung Halle wegführt. Bei Petersroda werden der Ludwigsee und der Neuhäuser See weiträumig umgangen, dabei erfolgt die Querung der Landesgrenze zu Sachsen. Nach Passage der Lober erreicht die Strecke wieder ihre ursprüngliche Trasse, die sie vor der Verlegung hatte, und bald darauf Delitzsch mit seinem Ausbesserungswerk und dem Unteren Bahnhof. Südlich von Delitzsch führt sie fast geradlinig bis an den Stadtrand von Leipzig und unterquert dabei die Bundesstraße 184 und die Bundesautobahn 14. Auf Höhe des Leipziger Messegeländes führt von Westen her die Neubaustrecke Erfurt–Leipzig/Halle heran. Nach dem Bahnhof Leipzig Messe folgt aus gleicher Richtung die Altstrecke aus Richtung Halle mitsamt dem Güterring. Letzterer biegt bei Eutritzsch wieder nach Osten in Richtung Engelsdorf ab, während aus derselben Richtung die Gleise aus Richtung Eilenburg einbiegen. Nach einem leichten Richtungswechsel nach Südwesten zeigen sich die ausgedehnten Gleisanlagen des Leipziger Hauptbahnhofes, der die Strecke im mittleren Bahnhofsteil aufnimmt.

## Technische Ausrüstung

### Bitterfeld–Leipzig
Im Zuge der Wiederausrüstung mit Punktförmiger Zugbeeinflussung wurden die restlichen Form- durch Lichtsignale ersetzt. Beim Ausbau auf 200 km/h wurde die gesamte Strecke zwischen 1992 und 1999 mit elektronischen Stellwerken ausgerüstet. Seitdem ist durchgehend Gleiswechselbetrieb möglich, es werden ausschließlich Ks-Signale eingesetzt. Es mussten alle Bahnübergänge beseitigt und stattdessen neue Brückenbauwerke errichtet werden.
Zur Anpassung des Sicherungssystems der Deutschen Bahn an den neu vereinbarten Europäischen Standard wurde erstmals in Deutschland auf einem Teil dieser Strecke ETCS Level 2 installiert. Bis 26. Mai 2006 verkehrte das IC-Zugpaar 2418/2419 probeweise fahrplanmäßig mit ETCS bei bis zu 200 km/h. Am 17. Juni 2006 wurde erstmals in Europa der fahrplanmäßige Betrieb unter ETCS mit 200 km/h aufgenommen. Die Zugpaare IC 2418/2419 bzw. IC 2416/2417 sowie der EN 228/229 verkehrten ETCS-geführt. Mit ETCS ausgerüstet war der Abschnitt zwischen Bitterfeld und Rackwitz. Der Großteil der Balisen befand sich Ende 2020 noch im Gleis.
Weil das ETCS erst sehr viel später als geplant verfügbar wurde und deshalb die Geschwindigkeit von 200 km/h, die seit dem Beginn der Arbeiten 1992 als Ausbauziel feststand, nicht gefahren werden konnte, hätten Fördermittel an die Europäische Union zurückgezahlt werden müssen. Um dieses zu vermeiden, wurde die Strecke von Berlin kommend zwischen Bitterfeld und Rackwitz in den Jahren 2005 und 2006 mit einer Linienzugbeeinflussung inkl. CIR-ELKE II (Typ LZB L72 CE II) ausgerüstet. Nur die durchgehenden Hauptgleise und die Verbindungen zwischen ihnen sind mit Linienleitern versehen. Zwischen Bitterfeld und Rackwitz kann die Strecke seit dem 28. Mai 2006 mit 200 km/h befahren werden.
Im 2. Halbjahr 2024 soll ETCS zwischen Bitterfeld und dem Übergang zur ESTW-Unterzentrale Neuwiederitzsch (westlich von Leipzig-Mockau) in Betrieb genommen und LZB dafür außer Betrieb genommen werden. Um einer Leistungsreduktion vorzubeugen, ist eine Blockoptimierung vorgesehen.

## Betrieb
Seit 2006 verkehrten nördlich von Bitterfeld keine DB-Fernzüge mehr. Seit dem Fahrplanwechsel 2014/2015 verkehren auch die auf der Strecke gefahrenen Interconnex-Züge nicht mehr. Mittlerweile werden durch die DB an bestimmten Tagen wieder einzelne IC-Verbindungen angeboten.
Im Fahrplanjahr 2020 verkehren die folgenden Züge:
| Linie  | Zuglauf | Streckenabschnitt   | Takt (min)                                                                 | Bemerkung                            |
| ------ | --- | ------------------- | -------------------------------------------------------------------------- | ------------------------------------ |
| ICE 11 | Stuttgart – Frankfurt am Main – Erfurt – Leipzig – Berlin – Hamburg                                               | Bitterfeld–Leipzig  | 120                                                                        | zur Stunde 2 ICE1, ICE4              |
| ICE 28 | München – Nürnberg – Erfurt – Leipzig – Berlin – Norddeutschland                                                  | Bitterfeld–Leipzig  | 120                                                                        | zur Stunde 1 ICE1, ICE2, ICE4, ICE-T |
| IC 55  | Dresden – Leipzig – Bitterfeld – Dessau – Magdeburg – Braunschweig – Hannover – Bielefeld – Dortmund – Köln       | Trebnitz–Leipzig    | 120                                                                        | mit Linie 56 Stundentakt Intercity 2 |
| IC 56  | Leipzig – Halle – Bitterfeld – Dessau – Magdeburg – Braunschweig – Hannover – Bremen – Oldenburg – Norddeich Mole | Trebnitz-Bitterfeld | 120                                                                        | mit Linie 55 Stundentakt Intercity 2 |
| RE 7   | Wünsdorf-Waldstadt – Berlin – Michendorf – Bad Belzig – Roßlau – Dessau                                           | Roßlau–Dessau       | 060                                                                        |                                      |
| RE 13  | Magdeburg – Biederitz – Zerbst – Roßlau – Dessau – Bitterfeld – Delitzsch – Leipzig                               | Trebnitz–Leipzig    | 060                                                                        |                                      |
| RB 51  | Falkenberg – Lutherstadt Wittenberg – Coswig – Roßlau – Dessau                                                    | Roßlau–Dessau       | 060                                                                        |                                      |
| S 2    | Dessau – Jeßnitz – Wolfen – Bitterfeld – Delitzsch – Rackwitz – City-Tunnel Leipzig – Leipzig-Stötteritz          | Dessau–Leipzig      | 120 (Dessau–Bitterfeld) 060 (Bitterfeld–Delitzsch) 030 (Delitzsch–Leipzig) |                                      |
| S 8    | Dessau – Jeßnitz – Wolfen – Bitterfeld – Landsberg (b Halle/Saale) – Halle (Saale)                                | Dessau–Bitterfeld   | 120                                                                        |                                      |

Die ICE-Linie 11 verkehrt alle zwei Stunden weiter bis Hamburg. Die ICE-Linie 28 beginnt im Norden von Deutschland, entweder in Hamburg, in Stralsund oder saisonal auch in Binz. Durch den Umbau des Bahnknoten Köthen war eine Vollsperrung der Bahnstrecke Magdeburg–Halle verbunden. Daher verkehrten in der zweiten Jahreshälfte 2019 alle IC-Züge zwischen Magdeburg und Leipzig über Dessau und Bitterfeld.
Zum Fahrplanwechsel 2015 wurde das Konzept sich überlagernder Linien (die RB 54 und RB 86 zwischen Dessau und Bitterfeld sowie RB 54 und RB 57 zwischen Bitterfeld und Leipzig bildeten einen Stundentakt mit Korrespondenzanschlüssen in Bitterfeld) vorübergehend aufgegeben und erst zum Fahrplanwechsel 2017 wieder aufgenommen. Die Züge der Linien S 2 und S 8 der S-Bahn Mitteldeutschland verkehren seitdem zwischen Leipzig/Halle und Bitterfeld jeweils halbstündlich sowie zwischen Bitterfeld und Dessau/Wittenberg jeweils zweistündlich.